# キン肉マン 奪われたチャンピオンベルト
『キン肉マン 奪われたチャンピオンベルト』（キンにくマン うばわれたチャンピオンベルト）は、ゆでたまごの漫画を原作とするアニメ『キン肉マン』の劇場版第1作。48分。東映まんがまつりの1作品として1984年7月14日に公開された。
キャッチコピーは「わたしはドジで強いつもりキン肉マン! ドッタンコ!バッタンコ!この夏宇宙サイズの大さわぎ」。
サブタイトルはソフト化の際に付けられた。DVD化の際にはサブタイトルは無くなっている。なお、バンダイチャンネル公式サイトでは『キン肉マン（劇場版）』となっている。

## 概要
観客動員数180万人。7人の悪魔超人編終了後のストーリーになっており、アニメで語られたキン肉マンランド建設のエピソードが題材。敵の主要超人たちは原作（単行本第2巻収録）の「南からの使者の巻」と「伝説の救世主の巻」（第20回超人オリンピック開催直前）に登場した怪獣をモチーフに大幅なデザインのアレンジがなされている。また、キン肉マンが次々と自分の犠牲となる正義超人に対し、「真の友情とは何か?」という問題を提起している。その過程で一人ずつ個別に正義超人の活躍が描かれる。実在の有名人に似たキャラクターや、他のアニメのキャラクターが脇役として登場する遊び要素も特徴。
作者であるゆでたまごは本作以降「ニューヨーク危機一髪!」まで劇場版にゲスト出演している。また丸の内東映での舞台挨拶のとき、場内で騒ぐ子供たちに辟易していたものの、スクリーンに映ったキン肉マンを見た途端、子供たちが主題歌の合唱を始め、嬉し涙でスクリーンが見えなかったと回顧している。
本作以後の劇場版のエンディングはテレビと同じものを使用しているが、本作のみ挿入歌『奇蹟の逆転ファイター』が使用され、絵コンテを流す映像が流れた。
1986年4月8日には、火曜19時 - 20時（日本標準時）に日本テレビ系列全国ネットにてテレビ放送された。

## あらすじ
7人の悪魔超人との闘いを終え、自身の夢であるキン肉マンランド建設のために寄付金を集めるキン肉マン。著名人が寄付に参列するなか、空に暗雲が垂れ込め突如として現れた、メトロ星の宇宙地下プロレス連盟により、チャンピオンベルトと恋人である二階堂マリをさらわれてしまう。
ボスのオクトバスドラゴンIII世はキン肉マンと改めて決着を付けるため、マリを人質に「次の日の12時までにメトロ星に来ること。一秒でも遅れれば、女を巨大怪獣ギラザウルスの餌にする」と言いつけ去って行く。
キン肉マンはテリーマンらアイドル超人の協力を得てメトロ星へと向かう。道中、次々と正義超人たちが自らの犠牲になることに疑念を抱き、苦悩するキン肉マンだが、チャンピオンベルトとマリの命を救うためにテリーマンと共に最後の決戦に挑む。

## 敵キャラクター
オクトバスドラゴンIII世
出身：メトロ星
超人強度：300万パワー
主な必殺技：残虐攻撃
メトロ星に基地を持つ宇宙一凶悪な超人レスラーの集団「宇宙地下プロレス連盟」のボス。宇宙地下プロレス界ではナンバー1と呼ばれており、実力は高いが勝つためなら手段を選ばない卑怯な部分がある。キン肉マンのチャンピオンベルトを狙い、マリを人質に取り戦いを挑む。終盤、猛虎星人と共にキン肉マンとテリーマンのコンビとタッグで戦い、最後はキン肉マンと一対一の戦いの末、風林火山とキン肉バスターで敗れる。敗北後、当初の約束を反故にしてなおもマリをギラザウルスの餌食にしようとした。そのため、キン肉マンはギラザウルスをも退治せねばならなくなった。
猛虎星人
出身：モーコ星
超人強度：90万パワー
主な必殺技：アトミックドロップ
モーコ星人とも表記される。オクトバスドラゴンのタッグメイト。巨体に似合わず身軽な攻撃を得意とする。テリーマンのカーフ・ブランディングにより倒される。
原作のエピソード「プロレス大決戦の巻」（単行本第2巻に収録）にて同名の宇宙人が登場する（外見は異なる）。
ハリゴラス
出身：メトロ星
超人強度：80万パワー
主な必殺技：怪力を使った力技
オクトバスドラゴンの部下の怪力レスラー。渓谷にかけられた丸太橋の上でリキシマンと戦い、リキシマンに道連れにされ谷底に落下する。
ウコン
出身：不明 / 宇宙
超人強度：95万パワー
主な必殺技：超人忍法
オクトバスドラゴンの部下の忍者超人のボス。部下を率いてラーメンマン、ブロッケンJr.と戦う。劇中で倒される描写はない。
彼らウコン一族は後の劇場作品にも登場し、いずれもキン肉マン（作品によってはキン肉マン以外のキャラクターもに名前を間違えられている。劇場版第4作目『キン肉マン 逆襲!宇宙かくれ超人』ではウコン1世と呼ばれている。
アメラグ超人のボス
出身：不明 / 宇宙
超人強度：65万パワー
主な必殺技：アメラグ攻撃
名前はキン消しより。オクトバスドラゴンの部下のアメラグレスラー。数十人のアメラグ超人を引き連れ、鉄のボールを武器にロビンマスク、ウォーズマンと戦い、ロビンマスクにより数人が道連れにされて火口に落下する。
反則超人
出身：宇宙
超人強度：75万パワー
主な必殺技：凶器を使った反則技
凶悪超人とも表記される。オクトバスドラゴンの部下であり、メトロ星で最も凶悪な反則レスラーたち。この内2人はミートとナチグロンが転がした岩石に押し潰され、残りの超人はウォーズマンと死闘を繰り広げる。
ガンマラー
オクトバスドラゴンの用心棒。右腕が銃になっている超人。テリーマンを狙撃するが、後にキン肉マンによって倒される。
オクトバスドラゴンの部下A〜C
出身：不明 / 宇宙
超人強度：60万パワー
主な必殺技：不明
オクトバスドラゴンの取り巻き超人たち。オクトバスドラゴンが地球に降り立ち、キン肉マンの前に現れた際に同行している。
ギラザウルス
オクトバスドラゴンの手駒の怪獣。オクトバスドラゴンはマリを人質に口の上に吊るし、敗れた後に解放して暴れさせるが生還したラーメンマンとリキシマン、キン肉マンにより谷底に落とされる。皮膚は頑丈で、五分刈刑事のマシンガンの弾を弾き返した。

## 声の出演
- キン肉マン - 神谷明
- ミート君 - 松島みのり
- 中野さん - はせさん治
- テリーマン - 田中秀幸
- ラーメンマン - 蟹江栄司
- ナツコ - 鶴ひろみ
- ウォーズマン - 堀秀行
- 与作さん、ブロッケンJr.[6] - 水鳥鉄夫
- キン肉大王 - 岸野一彦
- キン肉王妃 - 山口奈々
- ナチグロン - 山本圭子
- 大会委員長 - 北川米彦
- 猛虎星人 - 矢田耕司
- ハリゴラス - 田中康郎
- マリさん - 中島千里
- イワオ - 佐藤正治
- キン骨マン - 二又一成
- 五分刈刑事 - 戸谷公次
- ロビンマスク - 郷里大輔
- リキシマン - 広瀬正志
- ウコン - 塩屋浩三
- オクトバスドラゴン - 大塚周夫
- オクトバスドラゴンの部下[14] - ゆでたまご（特別出演）

## スタッフ
- 製作：今田智憲
- プロデューサー：田宮武
- 原作：ゆでたまご
- 脚本：山崎晴哉
- 音楽：風戸慎介
- 撮影監督：玉川芳行
- 美術監督：襟立智子
- 作画監督：森利夫
- 製作担当：関良宏
- 製作担当補佐：目黒宏
- 監督：白土武
- 原画：高橋英吉、増田信博、深谷英作、山崎唯文、田辺由憲、高橋昇
- 動画チェッカー：新城真、上野千夏
- 動画：松村啓子、上野茂々子、川端良子、植木貴子、大村まゆみ、杉山典子、高橋のり子、田中勇、服部圭一郎、前田達良、桜井優、山田真紀、塚本修二、上杉千佳子、佐藤恭子、川合幸恵、小林美加子、深谷米子、楠千津子、手島勇人、浅見英子、藤田麻貴、山根正久、福田廣伸、高橋久美子、武井恒雄
- 背景：井出智子、池上みどり、壇久美子、松尾美千代、田中みつる
- ゼログラフ：酒井日出子
- トレース：五十嵐令子
- 彩色：古屋純子、平塚美代子、鈴木安子、藤田睦子、成田賢二、斉藤葉子
- 検査：新井マリー
- 特殊効果：堰合昇
- 撮影：上田雅英、井上清行、吉田光伸、小沢次雄、渡辺英俊、清水洋一
- 編集：祖田冨美夫
- ネガ編集：福光衣久子
- 録音：市川修
- 音響効果：横山正和
- 助監督：松浦錠平
- 製作進行：高田菊良
- 仕上進行：茂木明子
- 美術進行：北山礼子
- 記録：柴八千穂
- 録音スタジオ：タバック
- 現像：東映化学

## 主題歌
オープニングテーマ - 『キン肉マンGo Fight!』
歌 - 串田アキラ / 作詞 - 森雪之丞 / 作曲 - 芹澤廣明 / 編曲 - 川上了
エンディングテーマ - 『奇蹟の逆転ファイター』
歌 - 神谷明 / 作詞 - 森雪之丞 / 作曲 - 芹澤廣明 / 編曲 - 奥慶一
挿入歌
『虹色の騎士』
歌 - 荒川務、こおろぎ'73 / 作詞 - 森雪之丞 / 作曲 - 芹澤廣明 / 編曲 - 奥慶一
『悲しみのベアークロー』
歌 - Woo、こおろぎ'73 / 作詞 - 森雪之丞 / 作曲 - 芹澤廣明 / 編曲 - 奥慶一
『See you again,hero!』
歌 - 神谷明 / 作詞 - 森雪之丞 / 作曲 - 芹澤廣明 / 編曲 - 川上了

## 同時上映
- 超電子バイオマン
- 宇宙刑事シャイダー
- The・かぼちゃワイン ニタの愛情物語

1983年夏・1984年春と2回も興行が休止され、1年4ヶ月振りに再開されたまんがまつりは、初のTV作品の劇場用新作のみで構成。以後（1987年春興行を除き）最終興行の1989年夏までTV作品の劇場用新作の構成となる。

## 映像ソフト
いずれも東映ビデオより発売。
- VHS

1984年12月15日に発売。
- DVD
  - キン肉マン THE☆MOVIES
2004年4月21日発売。
  - キン肉マン コンプリートDVD-BOX
2008年12月20日発売。
  - 復刻! 東映まんがまつり 1984年夏
2012年11月21日発売。同時上映全作品と共に収録。